# Interlands Noord-Iers voetbalelftal 2020-2029
Deze pagina toont een chronologisch en gedetailleerd overzicht van de interlands die het Noord-Iers voetbalelftal speelt en heeft gespeeld in de periode 2020 – 2029.

## Interlands

### 2020
|                                                                                     |                   |       |                 |                                                                                    |
| 4 september UEFA Nations League Groep B1 № 645 «onderlinge duels» 21:45 uur (UTC+3) | Roemenië          | 1 – 1 | Noord-Ierland   | Arena Națională, Boekarest Toeschouwers: 0 Scheidsrechter: François Letexier (FRA) |
| 4 september UEFA Nations League Groep B1 № 645 «onderlinge duels» 21:45 uur (UTC+3) | George Pușcaș 25' |       | 86' Gavin Whyte | Arena Națională, Boekarest Toeschouwers: 0 Scheidsrechter: François Letexier (FRA) |

|                                                                                     |                 |       | |                                                                                |
| 7 september UEFA Nations League Groep B1 № 646 «onderlinge duels» 19:45 uur (UTC+1) | Noord-Ierland   | 1 – 5 | Noorwegen | Windsor Park, Belfast Toeschouwers: 0 Scheidsrechter: Bartosz Frankowski (POL) |
| 7 september UEFA Nations League Groep B1 № 646 «onderlinge duels» 19:45 uur (UTC+1) | Paddy McNair 6' |       | 2' Mohamed Elyounoussi 7' Erling Braut Haaland 19' Alexander Sørloth 47' Alexander Sørloth 58' Erling Braut Haaland | Windsor Park, Belfast Toeschouwers: 0 Scheidsrechter: Bartosz Frankowski (POL) |

|                                                                               |                                                                    |              |                                                                        |                                                                                          |
| 8 oktober EK-kwalificatie Play-off № 647 «onderlinge duels» 20:45 uur (UTC+2) | Bosnië en Herzegovina                                              | 1 – 1 (n.v.) | Noord-Ierland                                                          | Stadion Grbavica, Sarajevo Toeschouwers: 1.800 Scheidsrechter: Antonio Mateu Lahoz (ESP) |
| 8 oktober EK-kwalificatie Play-off № 647 «onderlinge duels» 20:45 uur (UTC+2) | Rade Krunić 14'                                                    |              | 53' Niall McGinn                                                       | Stadion Grbavica, Sarajevo Toeschouwers: 1.800 Scheidsrechter: Antonio Mateu Lahoz (ESP) |
| 8 oktober EK-kwalificatie Play-off № 647 «onderlinge duels» 20:45 uur (UTC+2) | Strafschoppen                                                      |              |                                                                        | Stadion Grbavica, Sarajevo Toeschouwers: 1.800 Scheidsrechter: Antonio Mateu Lahoz (ESP) |
| 8 oktober EK-kwalificatie Play-off № 647 «onderlinge duels» 20:45 uur (UTC+2) | Miralem Pjanić Haris Hajradinović Edin Višća Dino Hotić Edin Džeko | 3 – 4        | Stuart Dallas Kyle Lafferty George Saville Conor Washington Liam Boyce | Stadion Grbavica, Sarajevo Toeschouwers: 1.800 Scheidsrechter: Antonio Mateu Lahoz (ESP) |

|                                                                                    |               |                         |            |                                                                              |
| 11 oktober UEFA Nations League Groep B1 № 648 «onderlinge duels» 19:45 uur (UTC+1) | Noord-Ierland | 0 – 1                   | Oostenrijk | Windsor Park, Belfast Toeschouwers: 600 Scheidsrechter: Petr Ardeleánu (CZE) |
| 11 oktober UEFA Nations League Groep B1 № 648 «onderlinge duels» 19:45 uur (UTC+1) |               | 42' Michael Gregoritsch |            | Windsor Park, Belfast Toeschouwers: 600 Scheidsrechter: Petr Ardeleánu (CZE) |

|                                                                                    |                          |       |               |                                                                             |
| 14 oktober UEFA Nations League Groep B1 № 649 «onderlinge duels» 20:45 uur (UTC+2) | Noorwegen                | 1 – 0 | Noord-Ierland | Ullevaalstadion, Oslo Toeschouwers: 200 Scheidsrechter: Kristo Tohver (EST) |
| 14 oktober UEFA Nations League Groep B1 № 649 «onderlinge duels» 20:45 uur (UTC+2) | Stuart Dallas 68' (e.d.) |       |               | Ullevaalstadion, Oslo Toeschouwers: 200 Scheidsrechter: Kristo Tohver (EST) |

|                                                                                      |                           |              |                                   |                                                                             |
| 12 november EK-kwalificatie Finale play-off № 650 «onderlinge duels» 19:45 uur (UTC) | Noord-Ierland             | 1 – 2 (n.v.) | Slowakije                         | Windsor Park, Belfast Toeschouwers: 1.060 Scheidsrechter: Felix Brych (GER) |
| 12 november EK-kwalificatie Finale play-off № 650 «onderlinge duels» 19:45 uur (UTC) | Milan Škriniar 88' (e.d.) |              | 17' Juraj Kucka 110' Michal Ďuriš | Windsor Park, Belfast Toeschouwers: 1.060 Scheidsrechter: Felix Brych (GER) |

|                                                                                     |                                   |       |                   |                                                                                   |
| 15 november UEFA Nations League Groep B1 № 651 «onderlinge duels» 20:45 uur (UTC+1) | Oostenrijk                        | 2 – 1 | Noord-Ierland     | Ernst Happelstadion, Wenen Toeschouwers: 0 Scheidsrechter: Maurizio Mariani (ITA) |
| 15 november UEFA Nations League Groep B1 № 651 «onderlinge duels» 20:45 uur (UTC+1) | Louis Schaub 81' Adrian Grbić 87' |       | 75' Josh Magennis | Ernst Happelstadion, Wenen Toeschouwers: 0 Scheidsrechter: Maurizio Mariani (ITA) |

|                                                                                   |                |       |                   |                                                                                |
| 18 november UEFA Nations League Groep B1 № 652 «onderlinge duels» 19:45 uur (UTC) | Noord-Ierland  | 1 – 1 | Roemenië          | Windsor Park, Belfast Toeschouwers: 1.060 Scheidsrechter: Sandro Schärer (SUI) |
| 18 november UEFA Nations League Groep B1 № 652 «onderlinge duels» 19:45 uur (UTC) | Liam Boyce 56' |       | 81' Eric Bicfalvi | Windsor Park, Belfast Toeschouwers: 1.060 Scheidsrechter: Sandro Schärer (SUI) |

### 2021
|                                                                             |                                        |       |               |                                                                                 |
| 25 maart WK-kwalificatie Groep C № 653 «onderlinge duels» 20:45 uur (UTC+1) | Italië                                 | 2 – 0 | Noord-Ierland | Stadio Ennio Tardini, Parma Toeschouwers: 0 Scheidsrechter: Ali Palabıyık (TUR) |
| 25 maart WK-kwalificatie Groep C № 653 «onderlinge duels» 20:45 uur (UTC+1) | Domenico Berardi 14' Ciro Immobile 39' |       |               | Stadio Ennio Tardini, Parma Toeschouwers: 0 Scheidsrechter: Ali Palabıyık (TUR) |

|                                                                       |                  |       |                                                 |                                                                         |
| 28 maart Vriendschappelijk № 654 «onderlinge duels» 17:05 uur (UTC+1) | Noord-Ierland    | 1 – 2 | Verenigde Staten                                | Windsor Park, Belfast Toeschouwers: 0 Scheidsrechter: Ian Jenkins (WAL) |
| 28 maart Vriendschappelijk № 654 «onderlinge duels» 17:05 uur (UTC+1) | Niall McGinn 88' |       | 30' Giovanni Reyna 59' (pen.) Christian Pulisic | Windsor Park, Belfast Toeschouwers: 0 Scheidsrechter: Ian Jenkins (WAL) |

|                                                                             |               |       |           |                                                                        |
| 31 maart WK-kwalificatie Groep C № 655 «onderlinge duels» 19:45 uur (UTC+1) | Noord-Ierland | 0 – 0 | Bulgarije | Windsor Park, Belfast Toeschouwers: 0 Scheidsrechter: Yigal Frid (ISR) |
| 31 maart WK-kwalificatie Groep C № 655 «onderlinge duels» 19:45 uur (UTC+1) |               |       |           | Windsor Park, Belfast Toeschouwers: 0 Scheidsrechter: Yigal Frid (ISR) |

|                                                                     |       |                                                     |               |                                                                                        |
| 30 mei Vriendschappelijk № 656 «onderlinge duels» 18:00 uur (UTC+2) | Malta | 0 – 3                                               | Noord-Ierland | Wörtherseestadion, Klagenfurt Toeschouwers: 0 Scheidsrechter: Sebastian Gishamer (AUT) |
| 30 mei Vriendschappelijk № 656 «onderlinge duels» 18:00 uur (UTC+2) |       | 2' Jordan Jones 53' Gavin Whyte 55' Alistair McCann |               | Wörtherseestadion, Klagenfurt Toeschouwers: 0 Scheidsrechter: Sebastian Gishamer (AUT) |

|                                                                     |                       |       |               |                                                                                  |
| 3 juni Vriendschappelijk № 657 «onderlinge duels» 21:00 uur (UTC+3) | Oekraïne              | 1 – 0 | Noord-Ierland | Dnipro-Arena, Dnipro Toeschouwers: 15.000 Scheidsrechter: Szymon Marciniak (POL) |
| 3 juni Vriendschappelijk № 657 «onderlinge duels» 21:00 uur (UTC+3) | Oleksandr Zoebkov 10' |       |               | Dnipro-Arena, Dnipro Toeschouwers: 15.000 Scheidsrechter: Szymon Marciniak (POL) |

|                                                                                |                        |       |                                                                                          | |
| 2 september WK-kwalificatie Groep C № 658 «onderlinge duels» 21:45 uur (UTC+3) | Litouwen               | 1 – 4 | Noord-Ierland                                                                            | LFF-stadion, Vilnius Toeschouwers: 1.612 Scheidsrechter: Stéphanie Frappart (FRA) Video-assistent: François Letexier (FRA) |
| 2 september WK-kwalificatie Groep C № 658 «onderlinge duels» 21:45 uur (UTC+3) | Rolandas Baravykas 55' |       | 20' Daniel Ballard 52' (pen.) Conor Washington 67' Shayne Lavery 82' (pen.) Paddy McNair | LFF-stadion, Vilnius Toeschouwers: 1.612 Scheidsrechter: Stéphanie Frappart (FRA) Video-assistent: François Letexier (FRA) |

|                                                                          |         |                    |               |                                                                                                  |
| 5 september Vriendschappelijk № 659 «onderlinge duels» 19:00 uur (UTC+3) | Estland | 0 – 1              | Noord-Ierland | A. Le Coq Arena, Tallinn Toeschouwers: 2.524 Scheidsrechter: Mads-Kristoffer Kristoffersen (DEN) |
| 5 september Vriendschappelijk № 659 «onderlinge duels» 19:00 uur (UTC+3) |         | 75' Shane Ferguson |               | A. Le Coq Arena, Tallinn Toeschouwers: 2.524 Scheidsrechter: Mads-Kristoffer Kristoffersen (DEN) |

|                                                                                |               |       |             | |
| 8 september WK-kwalificatie Groep C № 660 «onderlinge duels» 19:45 uur (UTC+1) | Noord-Ierland | 0 – 0 | Zwitserland | Windsor Park, Belfast Toeschouwers: 15.660 Scheidsrechter: Harald Lechner (AUT) Video-assistent: Szymon Marciniak (POL) |
| 8 september WK-kwalificatie Groep C № 660 «onderlinge duels» 19:45 uur (UTC+1) |               |       |             | Windsor Park, Belfast Toeschouwers: 15.660 Scheidsrechter: Harald Lechner (AUT) Video-assistent: Szymon Marciniak (POL) |

|                                                                              |                                              |       |               | |
| 9 oktober WK-kwalificatie Groep C № 661 «onderlinge duels» 20:45 uur (UTC+2) | Zwitserland                                  | 2 – 0 | Noord-Ierland | Stade de Genève, Lancy Toeschouwers: 19.129 Scheidsrechter: Slavko Vinčić (SVN) Video-assistent: Matej Jug (SVN) |
| 9 oktober WK-kwalificatie Groep C № 661 «onderlinge duels» 20:45 uur (UTC+2) | Steven Zuber 45+3' Christian Fassnacht 90+1' |       |               | Stade de Genève, Lancy Toeschouwers: 19.129 Scheidsrechter: Slavko Vinčić (SVN) Video-assistent: Matej Jug (SVN) |

|                                                                               |                                     |       |                      | |
| 12 oktober WK-kwalificatie Groep C № 662 «onderlinge duels» 21:45 uur (UTC+3) | Bulgarije                           | 2 – 1 | Noord-Ierland        | Vasil Levski Nationaal Stadion, Sofia Toeschouwers: 822 Scheidsrechter: Aleksej Koelbakov (BLR) Video-assistent: Sergej Karasjov (RUS) |
| 12 oktober WK-kwalificatie Groep C № 662 «onderlinge duels» 21:45 uur (UTC+3) | Todor Nedelev 53' Todor Nedelev 63' |       | 35' Conor Washington | Vasil Levski Nationaal Stadion, Sofia Toeschouwers: 822 Scheidsrechter: Aleksej Koelbakov (BLR) Video-assistent: Sergej Karasjov (RUS) |

|                                                                              |                         |       |          | |
| 12 november WK-kwalificatie Groep C № 663 «onderlinge duels» 19:45 uur (UTC) | Noord-Ierland           | 1 – 0 | Litouwen | Windsor Park, Belfast Toeschouwers: 14.336 Scheidsrechter: István Vad (HUN) Video-assistent: Tamás Bognár (HUN) |
| 12 november WK-kwalificatie Groep C № 663 «onderlinge duels» 19:45 uur (UTC) | Benas Šatkus 18' (e.d.) |       |          | Windsor Park, Belfast Toeschouwers: 14.336 Scheidsrechter: István Vad (HUN) Video-assistent: Tamás Bognár (HUN) |

|                                                                              |               |       |        | |
| 15 november WK-kwalificatie Groep C № 664 «onderlinge duels» 19:45 uur (UTC) | Noord-Ierland | 0 – 0 | Italië | Windsor Park, Belfast Toeschouwers: 15.969 Scheidsrechter: István Kovács (ROU) Video-assistent: Bastian Dankert (GER) |
| 15 november WK-kwalificatie Groep C № 664 «onderlinge duels» 19:45 uur (UTC) |               |       |        | Windsor Park, Belfast Toeschouwers: 15.969 Scheidsrechter: István Kovács (ROU) Video-assistent: Bastian Dankert (GER) |

### 2022
|                                                                       |                    |       |                                                    |                                                                                          |
| 25 maart Vriendschappelijk № 665 «onderlinge duels» 20:15 uur (UTC+1) | Luxemburg          | 1 – 3 | Noord-Ierland                                      | Stade de Luxembourg, Luxemburg Toeschouwers: 4.500 Scheidsrechter: Daniel Schlager (GER) |
| 25 maart Vriendschappelijk № 665 «onderlinge duels» 20:15 uur (UTC+1) | Marvin Martins 58' |       | 16' Josh Magennis 83' Steven Davis 85' Gavin Whyte | Stade de Luxembourg, Luxemburg Toeschouwers: 4.500 Scheidsrechter: Daniel Schlager (GER) |

|                                                                       |               |                   |           |                                                                                |
| 29 maart Vriendschappelijk № 666 «onderlinge duels» 19:45 uur (UTC+1) | Noord-Ierland | 0 – 1             | Hongarije | Windsor Park, Belfast Toeschouwers: 18.000 Scheidsrechter: Robert Harvey (IRL) |
| 29 maart Vriendschappelijk № 666 «onderlinge duels» 19:45 uur (UTC+1) |               | 56' Roland Sallai |           | Windsor Park, Belfast Toeschouwers: 18.000 Scheidsrechter: Robert Harvey (IRL) |

|                                                                                |               |                          |             | |
| 2 juni UEFA Nations League Groep C2 № 667 «onderlinge duels» 19:45 uur (UTC+1) | Noord-Ierland | 0 – 1                    | Griekenland | Windsor Park, Belfast Toeschouwers: 16.977 Scheidsrechter: Erik Lambrechts (BEL) Video-assistent: Bram Van Driessche (BEL) |
| 2 juni UEFA Nations League Groep C2 № 667 «onderlinge duels» 19:45 uur (UTC+1) |               | 39' Anastasios Bakasetas |             | Windsor Park, Belfast Toeschouwers: 16.977 Scheidsrechter: Erik Lambrechts (BEL) Video-assistent: Bram Van Driessche (BEL) |

|                                                                                |        |       |               | |
| 5 juni UEFA Nations League Groep C2 № 668 «onderlinge duels» 19:00 uur (UTC+3) | Cyprus | 0 – 0 | Noord-Ierland | AEK Arena - Georgios Karapatakis, Larnaca Toeschouwers: 1.663 Scheidsrechter: Enea Jorgji (ALB) Video-assistent: Daniele Chiffi (ITA) |
| 5 juni UEFA Nations League Groep C2 № 668 «onderlinge duels» 19:00 uur (UTC+3) |        |       |               | AEK Arena - Georgios Karapatakis, Larnaca Toeschouwers: 1.663 Scheidsrechter: Enea Jorgji (ALB) Video-assistent: Daniele Chiffi (ITA) |

|                                                                                |                                                          |       |                                      | |
| 9 juni UEFA Nations League Groep C2 № 669 «onderlinge duels» 20:45 uur (UTC+2) | Kosovo                                                   | 3 – 2 | Noord-Ierland                        | Fadil Vokrristadion, Pristina Toeschouwers: 11.700 Scheidsrechter: Jakob Kehlet (DEN) Video-assistent: Rob Dieperink (NED) |
| 9 juni UEFA Nations League Groep C2 № 669 «onderlinge duels» 20:45 uur (UTC+2) | Vedat Muriqi 9' (pen.) Zymer Bytyqi 19' Vedat Muriqi 52' |       | 45' Shayne Lavery 83' Daniel Ballard | Fadil Vokrristadion, Pristina Toeschouwers: 11.700 Scheidsrechter: Jakob Kehlet (DEN) Video-assistent: Rob Dieperink (NED) |

|                                                                                 |                                    |       |                                                   | |
| 12 juni UEFA Nations League Groep C2 № 670 «onderlinge duels» 14:00 uur (UTC+1) | Noord-Ierland                      | 2 – 2 | Cyprus                                            | Windsor Park, Belfast Toeschouwers: 16.454 Scheidsrechter: Ricardo de Burgos Bengoetxea (ESP) Video-assistent: José Munuera Montero (ESP) |
| 12 juni UEFA Nations League Groep C2 № 670 «onderlinge duels» 14:00 uur (UTC+1) | Paddy McNair 71' Jonny Evans 90+4' |       | 32' Andronikos Kakoullis 51' Andronikos Kakoullis | Windsor Park, Belfast Toeschouwers: 16.454 Scheidsrechter: Ricardo de Burgos Bengoetxea (ESP) Video-assistent: José Munuera Montero (ESP) |

|                                                                                      |                                     |       |                  | |
| 24 september UEFA Nations League Groep C2 № 671 «onderlinge duels» 17:00 uur (UTC+1) | Noord-Ierland                       | 2 – 1 | Kosovo           | Windsor Park, Belfast Toeschouwers: 17.148 Scheidsrechter: Glenn Nyberg (SWE) Video-assistent: Rob Dieperink (NED) |
| 24 september UEFA Nations League Groep C2 № 671 «onderlinge duels» 17:00 uur (UTC+1) | Gavin Whyte 82' Josh Magennis 90+3' |       | 58' Vedat Muriqi | Windsor Park, Belfast Toeschouwers: 17.148 Scheidsrechter: Glenn Nyberg (SWE) Video-assistent: Rob Dieperink (NED) |

|                                                                                      |                                                              |       |                   | |
| 27 september UEFA Nations League Groep C2 № 672 «onderlinge duels» 21:45 uur (UTC+3) | Griekenland                                                  | 3 – 1 | Noord-Ierland     | Georgios Kamarasstadion, Athene Toeschouwers: 5.871 Scheidsrechter: Filip Glova (SVK) Video-assistent: Tiago Martins (POR) |
| 27 september UEFA Nations League Groep C2 № 672 «onderlinge duels» 21:45 uur (UTC+3) | Dimitris Pelkas 14' Giorgos Masouras 55' Petros Mantalos 80' |       | 18' Shayne Lavery | Georgios Kamarasstadion, Athene Toeschouwers: 5.871 Scheidsrechter: Filip Glova (SVK) Video-assistent: Tiago Martins (POR) |

### 2023
|                                                                             |            |                                   |               | |
| 23 maart EK-kwalificatie Groep H № 673 «onderlinge duels» 20:45 uur (UTC+1) | San Marino | 0 – 2                             | Noord-Ierland | Stadio Olimpico, Serravalle Toeschouwers: 2.099 Scheidsrechter: Gergő Bogár (HUN) Video-assistent: Tamás Bognár (HUN) |
| 23 maart EK-kwalificatie Groep H № 673 «onderlinge duels» 20:45 uur (UTC+1) |            | 24' Dion Charles 55' Dion Charles |               | Stadio Olimpico, Serravalle Toeschouwers: 2.099 Scheidsrechter: Gergő Bogár (HUN) Video-assistent: Tamás Bognár (HUN) |

|                                                                             |               |                      |         | |
| 26 maart EK-kwalificatie Groep H № 674 «onderlinge duels» 19:45 uur (UTC+1) | Noord-Ierland | 0 – 1                | Finland | Windsor Park, Belfast Toeschouwers: 17.936 Scheidsrechter: Ivan Kružliak (SVK) Video-assistent: Dennis Higler (NED) |
| 26 maart EK-kwalificatie Groep H № 674 «onderlinge duels» 19:45 uur (UTC+1) |               | 28' Benjamin Källman |         | Windsor Park, Belfast Toeschouwers: 17.936 Scheidsrechter: Ivan Kružliak (SVK) Video-assistent: Dennis Higler (NED) |

|                                                                            |                |       |               | |
| 16 juni EK-kwalificatie Groep H № 675 «onderlinge duels» 20:45 uur (UTC+2) | Denemarken     | 1 – 0 | Noord-Ierland | Parken, Kopenhagen Toeschouwers: 35.701 Scheidsrechter: Daniel Stefański (POL) Video-assistent: Tomasz Kwiatkowski (POL) |
| 16 juni EK-kwalificatie Groep H № 675 «onderlinge duels» 20:45 uur (UTC+2) | Jonas Wind 47' |       |               | Parken, Kopenhagen Toeschouwers: 35.701 Scheidsrechter: Daniel Stefański (POL) Video-assistent: Tomasz Kwiatkowski (POL) |

|                                                                            |               |                   |            | |
| 19 juni EK-kwalificatie Groep H № 676 «onderlinge duels» 19:45 uur (UTC+1) | Noord-Ierland | 0 – 1             | Kazachstan | Windsor Park, Belfast Toeschouwers: 18.002 Scheidsrechter: Roi Reinshreiber (ISR) Video-assistent: Orel Grinfeeld (ISR) |
| 19 juni EK-kwalificatie Groep H № 676 «onderlinge duels» 19:45 uur (UTC+1) |               | 88' Abat Ajmbetov |            | Windsor Park, Belfast Toeschouwers: 18.002 Scheidsrechter: Roi Reinshreiber (ISR) Video-assistent: Orel Grinfeeld (ISR) |

|                                                                                |                                                                              |       |                                | |
| 7 september EK-kwalificatie Groep H № 677 «onderlinge duels» 20:45 uur (UTC+2) | Slovenië                                                                     | 4 – 2 | Noord-Ierland                  | Stožicestadion, Ljubljana Toeschouwers: 12.587 Scheidsrechter: Marco Guida (ITA) Video-assistent: Massimiliano Irrati (ITA) |
| 7 september EK-kwalificatie Groep H № 677 «onderlinge duels» 20:45 uur (UTC+2) | Andraž Šporar 3' Jonny Evans 17' (e.d.) Benjamin Šeško 42' Andraž Šporar 56' |       | 7' Isaac Price 53' Jonny Evans | Stožicestadion, Ljubljana Toeschouwers: 12.587 Scheidsrechter: Marco Guida (ITA) Video-assistent: Massimiliano Irrati (ITA) |

|                                                                                 |                      |       |               | |
| 10 september EK-kwalificatie Groep H № 678 «onderlinge duels» 19:00 uur (UTC+6) | Kazachstan           | 1 – 0 | Noord-Ierland | Astana Arena, Astana Toeschouwers: 28.458 Scheidsrechter: Daniel Schlager (GER) Video-assistent: Tiago Martins (POR) |
| 10 september EK-kwalificatie Groep H № 678 «onderlinge duels» 19:00 uur (UTC+6) | Maksim Samorodov 27' |       |               | Astana Arena, Astana Toeschouwers: 28.458 Scheidsrechter: Daniel Schlager (GER) Video-assistent: Tiago Martins (POR) |

|                                                                               |                                                     |       |            | |
| 14 oktober EK-kwalificatie Groep H № 679 «onderlinge duels» 14:00 uur (UTC+1) | Noord-Ierland                                       | 3 – 0 | San Marino | Windsor Park, Belfast Toeschouwers: 17.886 Scheidsrechter: Bram Van Driessche (BEL) Video-assistent: Jan Boterberg (BEL) |
| 14 oktober EK-kwalificatie Groep H № 679 «onderlinge duels» 14:00 uur (UTC+1) | Paul Smyth 5' Josh Magennis 11' Conor McMenamin 81' |       |            | Windsor Park, Belfast Toeschouwers: 17.886 Scheidsrechter: Bram Van Driessche (BEL) Video-assistent: Jan Boterberg (BEL) |

|                                                                               |               |                      |          | |
| 17 oktober EK-kwalificatie Groep H № 680 «onderlinge duels» 19:45 uur (UTC+1) | Noord-Ierland | 0 – 1                | Slovenië | Windsor Park, Belfast Toeschouwers: 16.332 Scheidsrechter: István Kovács (ROU) Video-assistent: Marco Fritz (GER) |
| 17 oktober EK-kwalificatie Groep H № 680 «onderlinge duels» 19:45 uur (UTC+1) |               | 5' Adam Gnezda Čerin |          | Windsor Park, Belfast Toeschouwers: 16.332 Scheidsrechter: István Kovács (ROU) Video-assistent: Marco Fritz (GER) |

|                                                                                |                                                                            |       |               | |
| 17 november EK-kwalificatie Groep H № 681 «onderlinge duels» 19:00 uur (UTC+2) | Finland                                                                    | 4 – 0 | Noord-Ierland | Olympisch Stadion, Helsinki Toeschouwers: 28.711 Scheidsrechter: Aliyar Ağayev (AZE) Video-assistent: Elçin Məsiyev (AZE) |
| 17 november EK-kwalificatie Groep H № 681 «onderlinge duels» 19:00 uur (UTC+2) | Joel Pohjanpalo 42' (pen.) Daniel Håkans 48' Teemu Pukki 74' Robin Lod 88' |       |               | Olympisch Stadion, Helsinki Toeschouwers: 28.711 Scheidsrechter: Aliyar Ağayev (AZE) Video-assistent: Elçin Məsiyev (AZE) |

|                                                                              |                                  |       |            | |
| 20 november EK-kwalificatie Groep H № 682 «onderlinge duels» 19:45 uur (UTC) | Noord-Ierland                    | 2 – 0 | Denemarken | Windsor Park, Belfast Toeschouwers: 17.366 Scheidsrechter: Jérôme Brisard (FRA) Video-assistent: Éric Wattellier (FRA) |
| 20 november EK-kwalificatie Groep H № 682 «onderlinge duels» 19:45 uur (UTC) | Isaac Price 60' Dion Charles 81' |       |            | Windsor Park, Belfast Toeschouwers: 17.366 Scheidsrechter: Jérôme Brisard (FRA) Video-assistent: Éric Wattellier (FRA) |

### 2024
|                                                                       |                |       |               |                                                                                           |
| 22 maart Vriendschappelijk № 683 «onderlinge duels» 21:45 uur (UTC+2) | Roemenië       | 1 – 1 | Noord-Ierland | Arena Națională, Boekarest Toeschouwers: 30.439 Scheidsrechter: Kristoffer Karlsson (SWE) |
| 22 maart Vriendschappelijk № 683 «onderlinge duels» 21:45 uur (UTC+2) | Dennis Man 23' |       | 7' Jamie Reid | Arena Națională, Boekarest Toeschouwers: 30.439 Scheidsrechter: Kristoffer Karlsson (SWE) |

|                                                                     |           |                   |               |                                                                               |
| 26 maart Vriendschappelijk № 684 «onderlinge duels» 19:45 uur (UTC) | Schotland | 0 – 1             | Noord-Ierland | Hampden Park, Glasgow Toeschouwers: 33.452 Scheidsrechter: Robert Jones (ENG) |
| 26 maart Vriendschappelijk № 684 «onderlinge duels» 19:45 uur (UTC) |           | 32' Conor Bradley |               | Hampden Park, Glasgow Toeschouwers: 33.452 Scheidsrechter: Robert Jones (ENG) |

|                                                                     |                                                                           |       |                   |                                                                                      |
| 8 juni Vriendschappelijk № 685 «onderlinge duels» 21:30 uur (UTC+2) | Spanje                                                                    | 5 – 1 | Noord-Ierland     | Estadi de Son Moix, Palma Toeschouwers: 18.300 Scheidsrechter: Bastien Dechepy (FRA) |
| 8 juni Vriendschappelijk № 685 «onderlinge duels» 21:30 uur (UTC+2) | Pedri 12' Álvaro Morata 18' Pedri 29' Fabián Ruiz 35' Mikel Oyarzabal 60' |       | 2' Daniel Ballard | Estadi de Son Moix, Palma Toeschouwers: 18.300 Scheidsrechter: Bastien Dechepy (FRA) |

|                                                                      |                                     |       |         |                                                                                       |
| 11 juni Vriendschappelijk № 686 «onderlinge duels» 20:45 uur (UTC+2) | Noord-Ierland                       | 2 – 0 | Andorra | Estadio Nueva Condomina, Murcia Toeschouwers: 500 Scheidsrechter: Jason Barcelo (GIB) |
| 11 juni Vriendschappelijk № 686 «onderlinge duels» 20:45 uur (UTC+2) | Conor Bradley 16' Conor Bradley 22' |       |         | Estadio Nueva Condomina, Murcia Toeschouwers: 500 Scheidsrechter: Jason Barcelo (GIB) |

|                                                                                     |                                     |       |           | |
| 5 september UEFA Nations League Groep C3 № 687 «onderlinge duels» 19:45 uur (UTC+1) | Noord-Ierland                       | 2 – 0 | Luxemburg | Windsor Park, Belfast Toeschouwers: 17.213 Scheidsrechter: Marian Barbu (ROU) Video-assistent: Sebastian Colțescu (ROU) |
| 5 september UEFA Nations League Groep C3 № 687 «onderlinge duels» 19:45 uur (UTC+1) | Paddy McNair 11' Daniel Ballard 17' |       |           | Windsor Park, Belfast Toeschouwers: 17.213 Scheidsrechter: Marian Barbu (ROU) Video-assistent: Sebastian Colțescu (ROU) |

|                                                                                     |                    |       |               | |
| 8 september UEFA Nations League Groep C3 № 688 «onderlinge duels» 19:00 uur (UTC+3) | Bulgarije          | 1 – 0 | Noord-Ierland | Christo Botevstadion, Plovdiv Toeschouwers: 14.300 Scheidsrechter: Anastasios Sidiropoulos (GRE) Video-assistent: Angelos Evangelou (GRE) |
| 8 september UEFA Nations League Groep C3 № 688 «onderlinge duels» 19:00 uur (UTC+3) | Kiril Despodov 40' |       |               | Christo Botevstadion, Plovdiv Toeschouwers: 14.300 Scheidsrechter: Anastasios Sidiropoulos (GRE) Video-assistent: Angelos Evangelou (GRE) |

|                                                                                    |             |       |               | |
| 12 oktober UEFA Nations League Groep C3 № 689 «onderlinge duels» 20:45 uur (UTC+2) | Wit-Rusland | 0 – 0 | Noord-Ierland | ZTE Arena, Zalaegerszeg (Hongarije) Toeschouwers: 0 Scheidsrechter: Henrik Nalbandjan (ARM) Video-assistent: Zaven Hovhannisyan (ARM) |
| 12 oktober UEFA Nations League Groep C3 № 689 «onderlinge duels» 20:45 uur (UTC+2) |             |       |               | ZTE Arena, Zalaegerszeg (Hongarije) Toeschouwers: 0 Scheidsrechter: Henrik Nalbandjan (ARM) Video-assistent: Zaven Hovhannisyan (ARM) |

|                                                                                    |                                                                                            |       |           | |
| 15 oktober UEFA Nations League Groep C3 № 690 «onderlinge duels» 19:45 uur (UTC+1) | Noord-Ierland                                                                              | 5 – 0 | Bulgarije | Windsor Park, Belfast Toeschouwers: 17.891 Scheidsrechter: Jérôme Brisard (FRA) Video-assistent: Eric Wattellier (FRA) |
| 15 oktober UEFA Nations League Groep C3 № 690 «onderlinge duels» 19:45 uur (UTC+1) | Isaac Price 15' Isaac Price 29' Dimitar Mitov 32' (e.d.) Isaac Price 81' Josh Magennis 89' |       |           | Windsor Park, Belfast Toeschouwers: 17.891 Scheidsrechter: Jérôme Brisard (FRA) Video-assistent: Eric Wattellier (FRA) |

|                                                                                   |                                            |       |             | |
| 15 november UEFA Nations League Groep C3 № 691 «onderlinge duels» 19:45 uur (UTC) | Noord-Ierland                              | 2 – 0 | Wit-Rusland | Windsor Park, Belfast Toeschouwers: 18.044 Scheidsrechter: Luís Godinho (POR) Video-assistent: Hugo Miguel (POR) |
| 15 november UEFA Nations League Groep C3 № 691 «onderlinge duels» 19:45 uur (UTC) | Daniel Ballard 50' Dion Charles 63' (pen.) |       |             | Windsor Park, Belfast Toeschouwers: 18.044 Scheidsrechter: Luís Godinho (POR) Video-assistent: Hugo Miguel (POR) |

|                                                                                     |                                     |       |                                   | |
| 18 november UEFA Nations League Groep C3 № 692 «onderlinge duels» 20:45 uur (UTC+1) | Luxemburg                           | 2 – 2 | Noord-Ierland                     | Stade de Luxembourg, Luxemburg Toeschouwers: 6.870 Scheidsrechter: Elçin Məsiyev (AZE) Video-assistent: Peter Bankes (ENG) |
| 18 november UEFA Nations League Groep C3 № 692 «onderlinge duels» 20:45 uur (UTC+1) | Seid Korac 72' Gerson Rodrigues 75' |       | 19' Isaac Price 50' Conor Bradley | Stade de Luxembourg, Luxemburg Toeschouwers: 6.870 Scheidsrechter: Elçin Məsiyev (AZE) Video-assistent: Peter Bankes (ENG) |

### 2025
|                                                                     |                 |       |                    |                                                                                    |
| 21 maart Vriendschappelijk № 693 «onderlinge duels» 19:45 uur (UTC) | Noord-Ierland   | 1 – 1 | Zwitserland        | Windsor Park, Belfast Toeschouwers: 17.862 Scheidsrechter: Mohammed Al-Hakim (SWE) |
| 21 maart Vriendschappelijk № 693 «onderlinge duels» 19:45 uur (UTC) | Isaac Price 16' |       | 29' Vincent Sierro | Windsor Park, Belfast Toeschouwers: 17.862 Scheidsrechter: Mohammed Al-Hakim (SWE) |

|                                                                       |                                                                                 |       |                 |                                                                                      |
| 25 maart Vriendschappelijk № 694 «onderlinge duels» 19:00 uur (UTC+1) | Zweden                                                                          | 5 – 1 | Noord-Ierland   | Strawberry Arena, Solna Toeschouwers: 14.147 Scheidsrechter: Matthew MacDermid (SCO) |
| 25 maart Vriendschappelijk № 694 «onderlinge duels» 19:00 uur (UTC+1) | Emil Holm 7' Erik Nygren 32' Ken Sema 59' Alexander Isak 64' Anthony Elanga 77' |       | 89' Isaac Price | Strawberry Arena, Solna Toeschouwers: 14.147 Scheidsrechter: Matthew MacDermid (SCO) |

|                                                                     |                                            |       |                                 | |
| 7 juni Vriendschappelijk № 695 «onderlinge duels» 19:00 uur (UTC+2) | Denemarken                                 | 2 – 1 | Noord-Ierland                   | Parken, Kopenhagen Toeschouwers: 29.981 Scheidsrechter: Menelaos Antoniou (CYP) Video-assistent: Dimitris Solomou (CYP) |
| 7 juni Vriendschappelijk № 695 «onderlinge duels» 19:00 uur (UTC+2) | Gustav Isaksen 45+2' Christian Eriksen 67' |       | 6' (e.d.) Pierre-Emile Højbjerg | Parken, Kopenhagen Toeschouwers: 29.981 Scheidsrechter: Menelaos Antoniou (CYP) Video-assistent: Dimitris Solomou (CYP) |

|                                                                      |               |   |         |                                                                               |
| 10 juni Vriendschappelijk № 696 «onderlinge duels» 19:45 uur (UTC+1) | Noord-Ierland | – | IJsland | Windsor Park, Belfast Toeschouwers: n.n.b. Scheidsrechter: Morten Krogh (DEN) |
| 10 juni Vriendschappelijk № 696 «onderlinge duels» 19:45 uur (UTC+1) |               |   |         | Windsor Park, Belfast Toeschouwers: n.n.b. Scheidsrechter: Morten Krogh (DEN) |

|                                                                                |           |   |               |                                                    |
| 4 september WK-kwalificatie Groep A № 697 «onderlinge duels» 20:45 uur (UTC+2) | Luxemburg | – | Noord-Ierland | n.n.b. Toeschouwers: n.n.b. Scheidsrechter: n.n.b. |
| 4 september WK-kwalificatie Groep A № 697 «onderlinge duels» 20:45 uur (UTC+2) |           |   |               | n.n.b. Toeschouwers: n.n.b. Scheidsrechter: n.n.b. |

|                                                                                |           |   |               |                                                                         |
| 7 september WK-kwalificatie Groep A № 698 «onderlinge duels» 20:45 uur (UTC+2) | Duitsland | – | Noord-Ierland | RheinEnergieStadion, Keulen Toeschouwers: n.n.b. Scheidsrechter: n.n.b. |
| 7 september WK-kwalificatie Groep A № 698 «onderlinge duels» 20:45 uur (UTC+2) |           |   |               | RheinEnergieStadion, Keulen Toeschouwers: n.n.b. Scheidsrechter: n.n.b. |

|                                                                               |               |   |           |                                                                   |
| 10 oktober WK-kwalificatie Groep A № 699 «onderlinge duels» 19:45 uur (UTC+1) | Noord-Ierland | – | Slowakije | Windsor Park, Belfast Toeschouwers: n.n.b. Scheidsrechter: n.n.b. |
| 10 oktober WK-kwalificatie Groep A № 699 «onderlinge duels» 19:45 uur (UTC+1) |               |   |           | Windsor Park, Belfast Toeschouwers: n.n.b. Scheidsrechter: n.n.b. |

|                                                                               |               |   |           |                                                                   |
| 13 oktober WK-kwalificatie Groep A № 700 «onderlinge duels» 19:45 uur (UTC+1) | Noord-Ierland | – | Duitsland | Windsor Park, Belfast Toeschouwers: n.n.b. Scheidsrechter: n.n.b. |
| 13 oktober WK-kwalificatie Groep A № 700 «onderlinge duels» 19:45 uur (UTC+1) |               |   |           | Windsor Park, Belfast Toeschouwers: n.n.b. Scheidsrechter: n.n.b. |

|                                                                                |           |   |               |                                                    |
| 14 november WK-kwalificatie Groep A № 701 «onderlinge duels» 20:45 uur (UTC+1) | Slowakije | – | Noord-Ierland | n.n.b. Toeschouwers: n.n.b. Scheidsrechter: n.n.b. |
| 14 november WK-kwalificatie Groep A № 701 «onderlinge duels» 20:45 uur (UTC+1) |           |   |               | n.n.b. Toeschouwers: n.n.b. Scheidsrechter: n.n.b. |

|                                                                              |               |   |           |                                                                   |
| 17 november WK-kwalificatie Groep A № 702 «onderlinge duels» 19:45 uur (UTC) | Noord-Ierland | – | Luxemburg | Windsor Park, Belfast Toeschouwers: n.n.b. Scheidsrechter: n.n.b. |
| 17 november WK-kwalificatie Groep A № 702 «onderlinge duels» 19:45 uur (UTC) |               |   |           | Windsor Park, Belfast Toeschouwers: n.n.b. Scheidsrechter: n.n.b. |

IFA · A-internationals · Selecties · Bondscoaches · Noord-Iers vrouwenelftal · Brits olympisch elftal · N-Ierland U21 · N-Ierland U20 · N-Ierland U19 · N-Ierland U18 · N-Ierland U17 · N-Ierland U16
1882 – 1899 ·
1900 – 1919 ·
1920 – 1929 ·
1930 – 1939 ·
1940 – 1949 ·
1950 – 1959 ·
1960 – 1969 ·
1970 – 1979 ·
1980 – 1989 ·
1990 – 1999 ·
2000 – 2009 ·
2010 – 2019 ·
2020 – 2029
EK 2016
WK 1958 · 
WK 1982 · 
WK 1986
1921 · 
1922 · 
1923 · 
1924 · 
1925 · 
1926 · 
1927 · 
1928 · 
1929 · 
1930 · 
1931 · 
1932 · 
1933 · 
1934 · 
1935 · 
1936 · 
1937 · 
1938 · 
1939 · 
1940 · 1941 · 1942 · 1943 · 1944 · 1945 · 
1946 · 
1947 · 
1948 · 
1949 · 
1950 · 
1952 · 
1952 · 
1953 · 
1954 · 
1955 · 
1956 · 
1957 · 
1958 · 
1959 · 
1960 · 
1961 · 
1962 · 
1963 · 
1964 · 
1965 · 
1966 · 
1967 · 
1968 · 
1969 · 
1970 · 
1971 · 
1972 · 
1973 · 
1974 · 
1975 · 
1976 · 
1977 · 
1978 · 
1979 · 
1980 · 
1981 · 
1982 · 
1983 · 
1984 · 
1985 · 
1986 · 
1987 · 
1988 · 
1989 · 
1990 ·
1991 · 
1992 · 
1993 · 
1994 · 
1995 · 
1996 · 
1997 · 
1998 · 
1999 · 
2000 · 
2001 · 
2002 · 
2003 · 
2004 · 
2005 · 
2006 · 
2007 · 
2008 · 
2009 · 
2010 · 
2011 · 
2012 · 
2013 · 
2014 · 
2015 · 
2016 · 
2017 · 
2018 · 
2019 · 
2020 · 
2021 ·
2022 ·
2023 ·
2024
Albanië ·
Algerije ·
Andorra ·
Argentinië ·
Armenië ·
Australië ·
Azerbeidzjan ·
Barbados ·
België ·
Bosnië en Herzegovina ·
Brazilië ·
Bulgarije ·
Canada ·
Chili ·
Colombia ·
Costa Rica ·
Cyprus ·
Denemarken ·
Duitsland ·
Engeland ·
Estland ·
Faeröer ·
Finland ·
Frankrijk ·
Georgië · 
Griekenland ·
Honduras ·
Hongarije ·
Ierland ·
IJsland ·
Israël ·
Italië ·
Joegoslavië ·
Kazachstan ·
Kosovo ·
Kroatië ·
Letland ·
Liechtenstein ·
Litouwen ·
Luxemburg · 
Malta ·
Marokko ·
Mexico ·
Moldavië ·
Montenegro ·
Nederland ·
Nieuw-Zeeland ·
Noorwegen ·
Oekraïne ·
Oostenrijk ·
Panama ·
Polen ·
Portugal ·
Qatar ·
Roemenië ·
Rusland ·
Saint Kitts en Nevis ·
San Marino ·
Schotland ·
Servië ·
Servië en Montenegro ·
Slovenië ·
Slowakije ·
Sovjet-Unie ·
Spanje ·
Thailand ·
Trinidad en Tobago ·
Tsjechië ·
Tsjecho-Slowakije ·
Turkije ·
Uruguay ·
Verenigde Staten ·
Wales ·
Wit-Rusland · 
Zuid-Korea ·
Zweden ·
Zwitserland
Frankrijk (1982) · Oekraïne (2016) · Oostenrijk (1982) · Polen (2016)
CONMEBOL: Argentinië · Bolivia · Brazilië · Chili · Colombia · Ecuador · Paraguay · Peru · Uruguay · Venezuela

UEFA: Albanië · Andorra · Armenië · Azerbeidzjan · België · Bosnië en Herzegovina · Bulgarije · Cyprus · Denemarken · Duitsland · Engeland · Estland · Faeröer · Finland · Frankrijk · Georgië · Gibraltar · Griekenland · Hongarije · IJsland · Ierland · Israël · Italië · Kazachstan · Kosovo · Kroatië · Letland · Liechtenstein · Litouwen · Luxemburg · Malta · Moldavië · Montenegro · Nederland · Noord-Ierland · Noord-Macedonië · Noorwegen · Oekraïne · Oostenrijk · Polen · Portugal · Roemenië · Rusland · San Marino · Schotland · Servië · Slovenië · Slowakije · Spanje · Tsjechië · Turkije · Wales · Wit-Rusland · Zweden · Zwitserland

AFC: Australië · China · Irak · Iran · Japan · Libanon · Oezbekistan · Oman · Qatar · Saoedi-Arabië · Syrië · Verenigde Arabische Emiraten · Vietnam · Zuid-Korea

CAF: Algerije · Burkina Faso · Congo-Kinshasa · Egypte · Ghana · Ivoorkust · Kaapverdië · Kameroen · Mali · Marokko · Nigeria · Senegal · Tunesië · Zuid-Afrika

CONCACAF: Canada · Costa Rica · Curaçao · El Salvador · Honduras · Jamaica · Mexico · Panama · Suriname · Verenigde Staten

OFC: Nieuw-Zeeland